# Blu-ray disc

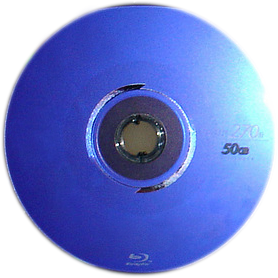
Blu-ray lemez

A blu-ray disc (röviden: BD vagy BR) nagy tárolókapacitású digitális optikai tárolóeszköz-formátum, amely mintegy 50 GB (gigabyte) adat tárolására alkalmas háttértároló.

## Története
Az 1997-ben megjelent DVD utódjának szánják. A BD szabványt az elektronikai termékek felhasználóinak egy csoportja és PC-társaságok – közös nevükön Blu-ray Disc Association (BDA) – fektették le 2006-ban. A Blu-ray névben a „blue” (kék) a lézer színére utal, amit ezen technológia használ, a „ray” pedig az optikai sugárra. Az „e” betűt a „blue” szóból azért hagyták ki, mert egy mindennapi szó nem lehet védjegy. Sokáig formátumháborúban állt a HD DVD-vel. Ezalatt mindkét formátumnak megközelítőleg ugyanannyi támogatót sikerült gyűjtenie. A háborút végül a Warner döntötte el, amikor 2008 elején a cég feladta HD DVD-vel kapcsolatos terveit, és állást foglalt a Blu-ray disc mellett. Ezután a Netflix és a BestBuy kereskedelmi áruházlánc is közölte, hogy kivonja kínálatából a HD DVD lemezeket.
A formátum győzelméhez valószínűleg a Sony új játékkonzolja, a PlayStation 3 megjelenése és sikere is hozzájárult. Mint ismeretes, a konzol Blu-ray meghajtót tartalmaz, míg a konkurens Microsoft Xbox 360 konzolja „csak” DVD-meghajtót, illetve opcionálisan vásárolható HD DVD-meghajtót. 2008. február 19-én végül a Toshiba bejelentette, hogy fokozatosan leállítja a HD DVD-lejátszók és -felvevők fejlesztését és gyártását. Így a formátumháború gyakorlatilag a Blu-ray győzelmével ért véget . Azóta a nagyobb szórakoztatóelektronikai gyártók is piacra dobták saját Blu-ray-lejátszóikat és -íróikat. 

## Az új technológia a mindennapi használatban
Egy egyoldalas, hagyományos DVD 4,7 GB adatot képes tárolni, ami elegendő egy átlagos 2 órás, normál felbontású filmnek és néhány extra adatnak. Egy nagy felbontású film, amelynek sokkal tisztább képe van (HDTV – High-Definition Television), mint egy DVD-filmnek, körülbelül 5-ször több helyet igényel, ezért nélkülözhetetlen olyan lemezek gyártása, amin sokkal több adat fér el, mint egy DVD-n, amiképp a stúdiók is egyre jobb minőségben gyártják a filmeket.
Ahhoz, hogy a HDTV-ről felvegyünk egy több mint 2 órás műsort, Blu-ray lemezre van szükség, amióta elkezdődött 2000-ben a BS (Broadcast Satellaview) digitális sugárzás és 2003-ban a földi digitális sugárzás.
A Blu-ray-technológia elterjedése széles körökben egyelőre várat magára, elsősorban a technológia magas ára miatt.

## Működése
A DVD-felvevő által fogadott és dekódolt jeleket MPEG kódolóval tömörítik, és úgy rögzítik a lemezre. Hogy a HDTV által sugárzott adást fel tudjuk venni, HDTV MPEG2 kódoló szükséges. Azonban ilyen eszközt még nem gyártottak otthoni használatra. A BS digitális adás felvétele esetén a jelek egy program adatfolyamaként („program stream”) érkeznek fixált gyorsasággal, ami 24 Mbps-ot jelent HDTV-*programonként. A BS digitális sugárzása esetén megvan a lehetőség arra, hogy a kiegészítő adatfolyam többszörös legyen, és kívánalom, hogy ezt az adatot felvegyük és olvassuk. Ábra mutatja a felvételi kapacitást az adatforgalom és a felvételi idő függvényében. Egy 2 órás felvételhez 22 GB szükséges, ami kb. 4,7-szerese egy DVD-nek.
Eltérően a jelenlegi DVD-ktől, amelyek vörös lézert használnak az adatok írásához és olvasásához, a BR kék lézert használ (amiről egyébként a nevét is kapta). A kék lézer rövidebb hullámhosszon működik (405 nanométer), mint a vörös lézer (650 nanométer).

## A Blu-ray lemez felépítése
A kisebb fénynyalábbal pontosabban lehet fókuszálni, lehetővé téve, hogy olyan kis gödröcskéből („pit”) is kiolvassunk adatokat, amik csak 0,15 mikrométer hosszúak – ez kevesebb, mint fele a DVD-n található kis gödrök méretének. Mindezen túl a Blu-ray lecsökkentette a sávok szélességét 0,74 mikrométerről 0,32 mikrométerre. A kisebb gödröcskék, a kisebb fénysugár, és a rövidebb sáv-hüvelyk együttese révén az egyrétegű Blu-ray lemezen több mint 25 GB információt tudunk tárolni – kb. 5,3-szer annyi információ, mint amennyit egy DVD képes tárolni; egy dupla rétegű Blu-ray lemezen pedig mintegy 50 GB adat tárolható.
A lemezek a digitálisan kódolt videó- és audioinformációt „gödrök”-ben tárolják. Ezek a gödrök („pits”) a lemezen spirálisan helyezkednek el a központból kiindulva a szélek felé. A lézer a gödrök másik oldalát olvassa – azaz a dudorokat („bumps”) –, hogy lejátssza a filmet vagy a programokat, amit a lemezen tárolunk. Minél több adatot tárolunk a lemezen, annál kisebb és egymáshoz közelebb pakolt gödröknek kell lenniük. Minél kisebb a gödröcske (és ez által a dudor is), annál pontosabbnak kell lennie a lézerolvasónak.
Minden Blu-ray lemez megközelítőleg ugyanolyan vastagságú (1,2 milliméter), akárcsak a DVD-k. Ámde adattárolásuk eltér egymástól. A DVD-n az adat, mint egy szendvics, két 0,6 milliméter vastag polikarbonát réteg között helyezkedik el. Amelyik polikarbonát réteg az adat tetején helyezkedik el, a kettős törés problémáját idézheti elő, amiben az alsó réteg megtöri a lézer fényét, két elkülönült fénynyalábra. Ha a fénynyaláb túl szélesen hasad el, akkor a lemez olvashatatlan lesz. Egyébként ha a DVD felszíne nem pontosan sík és ezért nem pontosan merőlegesen esik rá a fénysugár, akkor ez ahhoz a problémához vezethet, amit úgy neveznek, hogy „disc tilt”, amiben a lézersugár eltorzított. Mindezen tulajdonságok nagyon körülményes előállításhoz vezetnek.
A Blu-ray lemez felülkerekedik az előbb tárgyalt DVD előállítási módon úgy, hogy az adatot egy 1,1 milliméter vastag polikarbonát rétegre helyezi. Amiatt, hogy a tetején van elhelyezve az adat, ezáltal a kettős törés és az olvashatósági problémák nem léphetnek fel. Annak következtében, hogy az olvasó mechanizmusnál az írható réteg közelebb helyezkedik el az objektív lencséjéhez, a „disc tilt” problémáját gyakorlatilag kiküszöböltük.
Az adat felszínhez közeli elhelyezkedéséből kifolyólag egy kemény védőréteggel van ellátva a lemez, hogy megvédje a karcolásoktól, illetve az ujjlenyomatoktól. Az eddig említett felépítésből az következik, hogy előállítási költsége alacsonyabb, mint a DVD-nek. Az adatátviteli sebességben is a BD a gyorsabb. A DVD 10 Mbps gyorsaságával szemben a Blu-ray lemez mintegy 36 Mbps sebességet nyújt a használóknak. Ebből következik, hogy 25 GB adat másolásához csupán másfél óra szükséges.
Ugyanakkor védelem szempontjából is jobb a Blu-ray lemez a mai DVD-knél. Egyedi biztonsági titkosító rendszerrel rendelkeznek, ami annyit jelent, hogy van egy egyedi ID-jük (azonosító), ami védelmet nyújt a film- és szoftverkalózok ellen, illetve a szerzői jogok megsértése ellen. Egyébként már a Blu-ray technológiának is megjelentek különböző verziói. A Sony cég kifejlesztette az XDCAM-et és a ProDatát (Profession Disc for Data). Az előbbit televíziótársaságoknak és műsorszóróknak, az utóbbit pedig inkább kereskedelmi célra, adattárolónak (például szerverek biztonsági mentésére).
A gyártók remélik, hogy a DVD-ket helyettesíteni fogják a Blu-ray lemezek. Időközben a JVC kifejlesztett egy Blu-ray/DVD Combo lemezt, megközelítőleg 33,5 GB kapacitással, ami lehetőséget teremt arra, hogy mindkét formátumú filmet tároljunk egyetlen lemezen.

### Továbbfejlesztése: 500 GB-os kapacitás
2011-ben adott hírt a General Electric az 500 GB-os optikai adattároló lemez prototípusáról, amit a DVD és a Bluray utódjának szánnak. Alapjául hologramos technológia szolgál: a nyers polikarbonát lemezen több milliárd apró hologramképet helyeznek el, majd az írást végző lézer úgy rögzíti az információt, hogy egyes hologramokat kiéget, másokat meghagy. Előbbiekből lesznek a nulla értékű bitek, utóbbiból az egyesek.

## Formátumháború
2006–2008 között zajlott le a formátumháborúnak is nevezett versengés, hogy melyik szabvány lesz a DVD nagyobb felbontású utódja. Az egyik ilyen versenytárs a HD DVD volt, amit szoktak AOD-nak (Advanced Optical Disc) is nevezni, amit olyan nagy elektronikai óriások fejlesztettek ki, mint a Toshiba és a NEC. Valójában a HD DVD már korábban létezett, mint az átlagos mai DVD [forrás?], de igazi fejlesztésüket nem kezdték meg 2003-ig. A HD DVD előnye, hogy ugyanolyan formátumot használ, mint a „hagyományos” DVD-k, és ezért ugyanolyan előállítási feltételeket is követel meg, mindezt alacsonyabb áron. Ennek ellenére mégis hátránya van a Blu-ray lemezekkel szemben, méghozzá tárolókapacitásban. A HD DVD nem veheti fel a versenyt a Blu-ray lemezzel, mivel egy egyoldalas lemezen csupán 15 GB adatot képes tárolni a BD 25 GB-jával szemben – dupla oldalas lemez esetén is alulmarad, a maga szerény 30 GB-jával (Blu-ray lemez megközelítőleg 50 GB). A Toshiba 2008. február 19-én bejelentette, hogy nem fejleszti tovább a HD DVD formátumot, leállítja a lejátszók és felvevők gyártását is. Így a HD DVD formátum végül alulmaradt a Blu-ray-jel szemben.
További említésre méltó versenytárs még a Warner Bros. Pictures a saját fejlesztésű HD DVD-9-ével, ami magasabb tömörítési rátát használva lehetővé teszi, hogy egy hagyományos DVD-re standard felbontású film helyett magas felbontású filmet rögzítsünk. Tajvanban megkonstruálták a Forward Versatile Discet (FVD), ami egy továbbfejlesztett változata a mai DVD-knek, 4,7 GB helyett már 5,4 GB-ot képes tárolni – a kétoldalas pedig 9,8 GB-ra képes. Kína is bemutatta saját fejlesztésű termékét, az Enhanced Video Discet (EVD), ami ugyancsak magas felbontású videók tárolására alkalmas lemez.

## Otthoni lejátszás
Az 50 GB-nyi tárhely tökéletes Full HD-s filmek tárolására 1920×1080-as felbontásban (a DVD 720×576). Ezt visszaadni csak a Full HD (HD 1080p) televíziók tudják. A Dolby és DTS szabványainak köszönhetően a hangot sok esetben akár tömörítetlen formában, tökéletes minőségben élvezhetjük. A Blu-ray filmeknél alapvető a HDMI-kapcsolat a felbontás és a másolásvédelem miatt, ezért ilyen csatlakozással ellátott tévére is szükség van. Viszont ez a tökéletes lejátszáshoz kevés.
A Blu-ray lemezekre a moziban is alkalmazott 24 fps sebességgel rögzítenek, ezért fontos tényező a televízió képfrissítési sebessége. A 24 fps-t 1:1-ben megjeleníteni csak úgy lehetne, ha a tévé is 24 Hz-cel frissítene, viszont erre egy tévé sem képes. Ezért egy képkockát többször is megjelenítenek. Ezt a technikát Pulldownnak hívják. A DVD-nél az európai PAL rendszerrel 50 Hz-es frissítésnél 2-szer jelenik meg ugyanaz a képkocka, így 25 fps a tényleges lejátszási sebesség, de ez a növekedés leginkább csak a hangon észrevehető. Az amerikai és japán NTSC-rendszer viszont 60 Hz-en működik, ami további problémát okoz. Ott a képkockákat 2-szer, illetve 3-szor jelenítik meg felváltva, ezáltal másodpercenként 12-szer változik a lejátszás sebessége, ami alig érzékelhető szaggatást eredményez. Legnagyobb hibája, hogy a mozifilmek készítésekor a gyors mozgású jeleneteknél egy-egy képkockát direkt elmosnak, ezzel is fokozva a folyamatosság érzetét. Ezeknél a részeknél viszont pont ezért erősebben érezzük a szaggatást. A HD DVD és a Blu-ray lejátszók nem támogatják a 25 fps-t, ezért az első lejátszók mind az NTSC-nél megszokott 3:2-es módszert használták. A natív 24 fps-t alkalmazó lejátszók gyártását a Pioneer támogatta szinte a megjelenése óta, ezt a rendszert vette át a többi gyártó is. A modernebb lejátszók ezért már támogatják a natív 24 fps-t, ez viszont azzal jár, hogy a régebbi LCD-tévék nem tudják ezt feldolgozni. Ebben az esetben a lejátszó átvált 3:2 módra, tehát minőségi javulás nincs.
A 2007-ig gyártott televíziók, ha támogatják is a 24 fps lejátszási sebességet, ennek mikéntjét sokszor nem tüntetik fel, és sok esetben szintén 3:2-es pull-down rendszerben működnek. A különbség csak annyi, hogy nem a lejátszó, hanem a tévé alakítja át a jelet 3:2-es megjelenítésre. A tökéletes megoldást azok a tévék nyújtják, amelyek a 24 fps-nek a többszörösét használják képfrissítésnél, plazmatévénél 72 Hz, LCD-tévénél 96 vagy 120 Hz. Az ilyen tévéknél a régebbi lejátszók is valamivel szebb képet adnak a modernebb elektronika miatt. A képi megjelenítés mellett fontos, hogy a hangrendszerünk is támogassa a HD-hangszabványokat.
A Blu-ray lemezek is régió-kódoltak, de PC-n használt lejátszóprogramok között van, amelyik megkerüli. A BD fejlesztései miatt verziószámmal is találkozhatunk. A legrégebbi az 1.0, a legújabb pedig a 2.0 (BD Live), ami már internetkapcsolatra is képes, akár további extrákat is tölthetünk le az éppen lejátszott filmhez. Jelenleg háromféle másolásvédelem létezik. A legmegbízhatóbb a BD+, mely elméletileg arra is képes, hogy ha egy lejátszóban illegálisan másolt lemezt játszottak le, azt megjelöli, és internetről, vagy eredeti lemezbe épített programmal akár blokkolhatja is. Ezt a technológiát valószínűleg sosem fogják alkalmazni, ugyanis a hibalehetőség nem zárható ki teljesen.

## Az első megjelenések hazánkban

### 2007. április 10.
- Fűrész 3

### 2007. április 24.
- Rém rom

### 2007. április 26.
- Lovagregény
- Motel
- Erőpróba
- Ördögűzés Emily Rose üdvéért
- Casino Royale
- Ultraviola
- A Nap könnyei
- Nagyon vadon

### 2007. április 27.
- A randiguru